# Mirco Maestri
Mirco Maestri (Guastalla, 26 de octubre de 1991) es un ciclista profesional italiano que desde 2022 corre para el equipo Team Polti VisitMalta. 

## Palmarés
2018
- Vuelta a Rodas,[1] más 1 etapa

2019
- 1 etapa del Tour de China I

2021
- Gran Premio Eslovenia Istria
- GP Eslovenia

## Resultados en Grandes Vueltas
| Carrera | Carrera         | 2016  | 2017  | 2018 | 2019  | 2020 | 2021 | 2022 | 2023 | 2024 | 2025 |
| ------- | --------------- | ----- | ----- | ---- | ----- | ---- | ---- | ---- | ---- | ---- | ---- |
|         | Giro de Italia  | 119.º | 143.º | Ab.  | 103.º | —    | —    | 96.º | 78.º | 60.º | 93.º |
|         | Tour de Francia | —     | —     | —    | —     | —    | —    | —    | —    | —    | —    |
|         | Vuelta a España | —     | —     | —    | —     | —    | —    | —    | —    | —    | —    |

—: no participa

Ab.: abandono